# Brachythecium papuense
Brachythecium papuense là một loài Rêu trong họ Brachytheciaceae. Loài này được Ignatov mô tả khoa học đầu tiên năm 1999.